# 双喙耳乌贼
双喙耳乌贼（学名：Sepiola birostrata）为耳乌贼科耳乌贼属的动物，俗名墨鱼豆。分布于萨哈林岛、日本群岛，包括渤海、黄海、东海、南海、海南岛等海域，生活环境为海水，主要生活于浅海底栖沙中。该物种的模式产地在日本富山湾。